# Ammophila breviligulata
Ammophila breviligulata är en gräsart som beskrevs av Merritt Lyndon Fernald. Ammophila breviligulata ingår i släktet sandrörsläktet, och familjen gräs. Inga underarter finns listade i Catalogue of Life.

## Bildgalleri

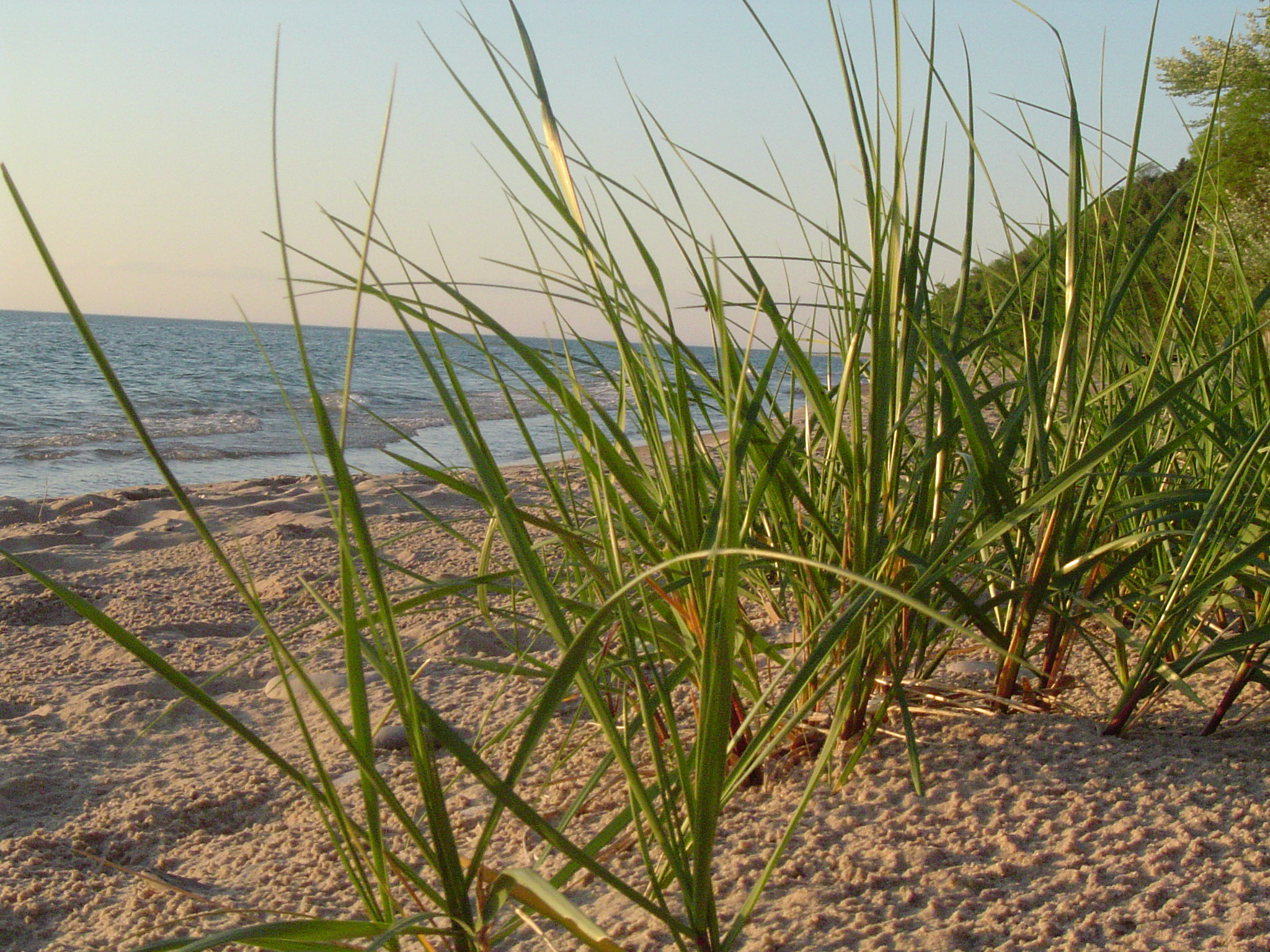
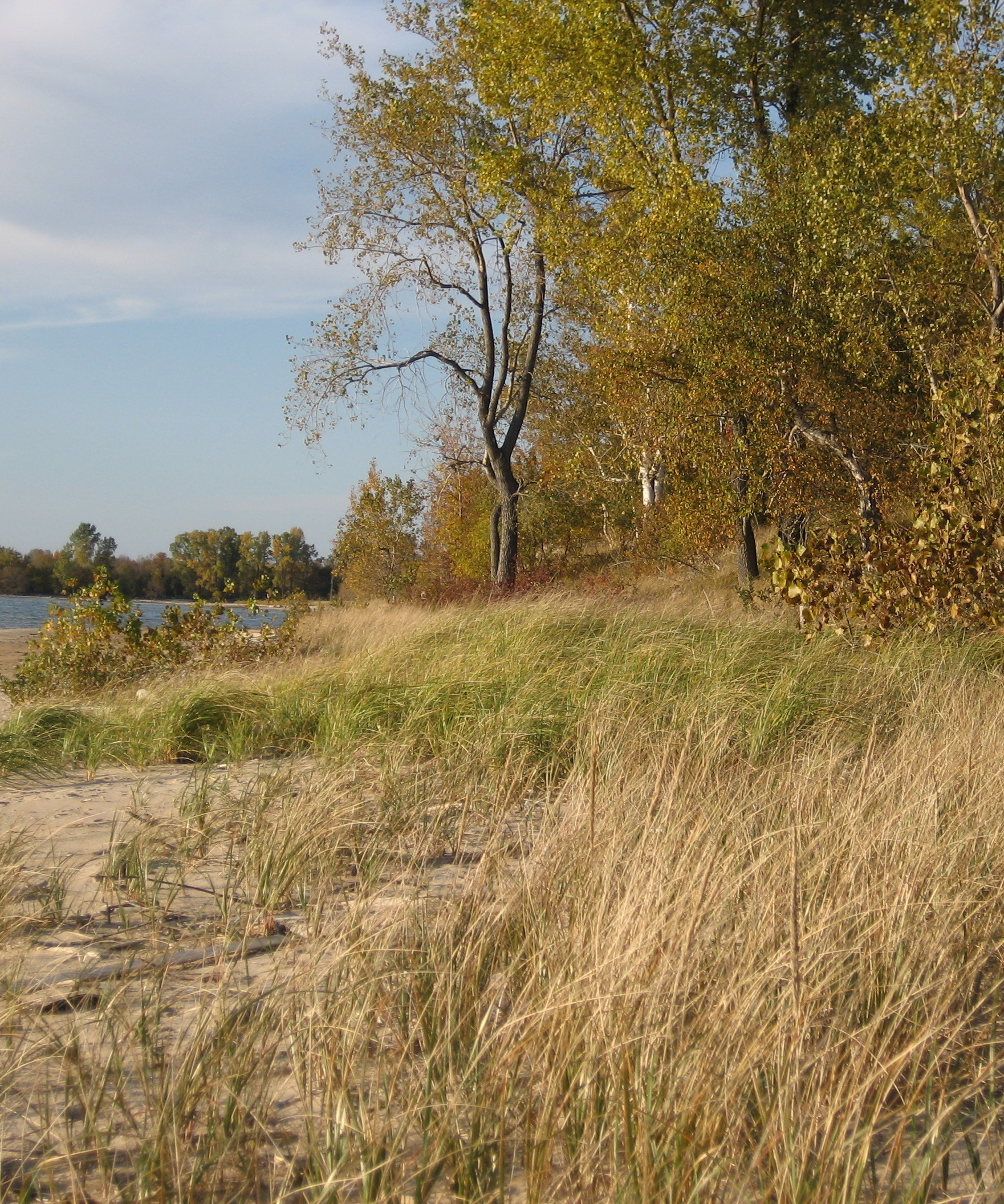
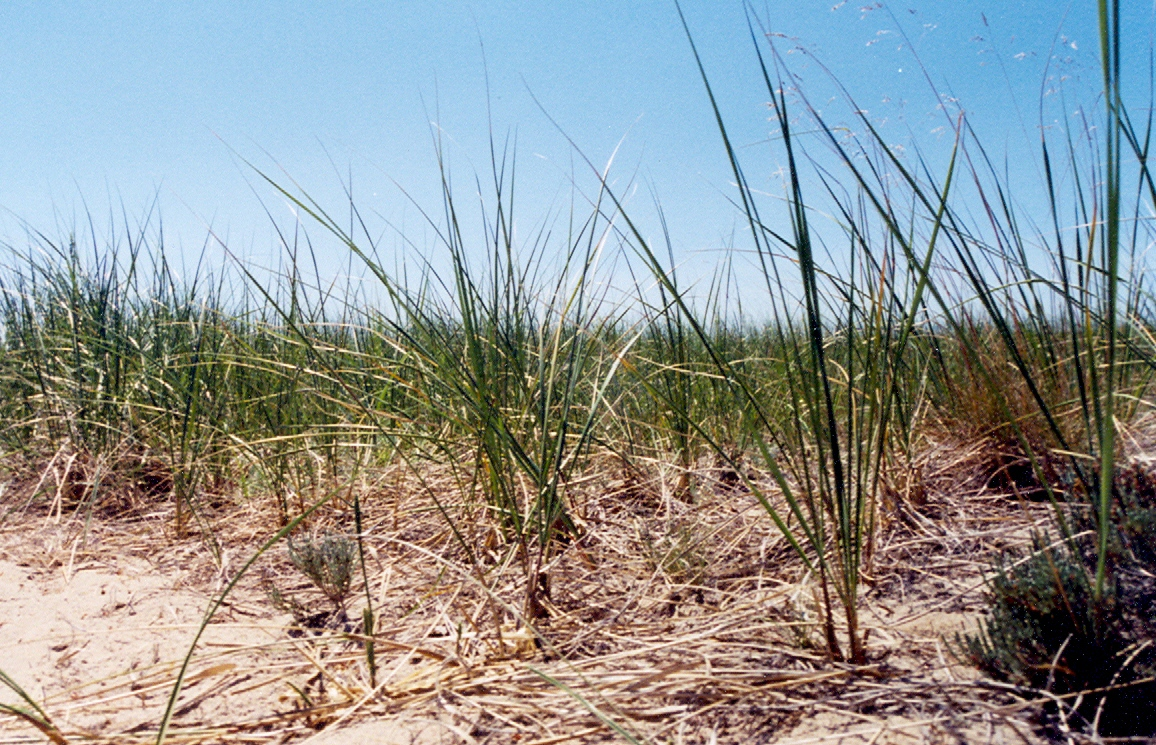
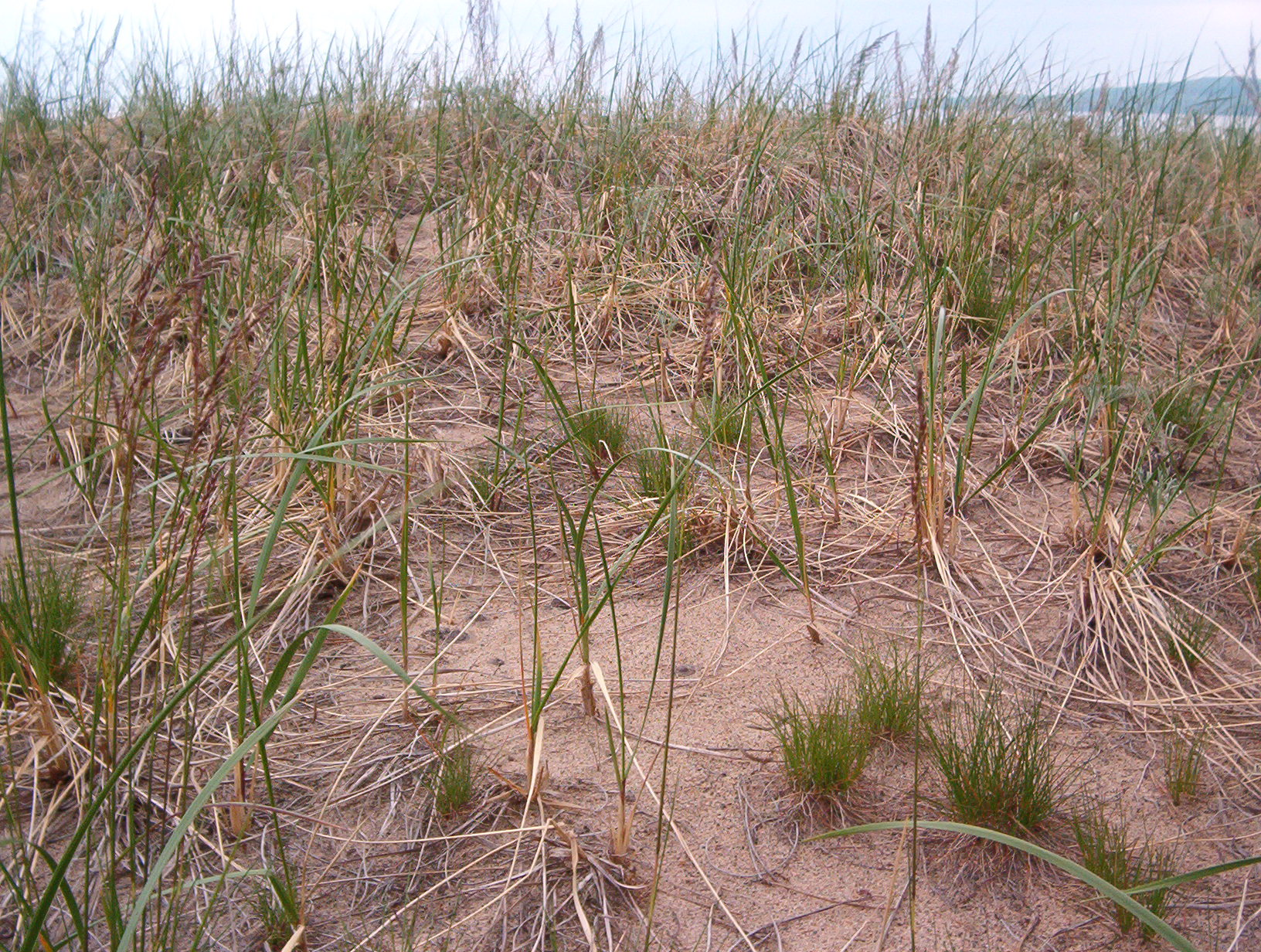